# Estoril Open 1990
L'Estoril Open 1990 è stato un torneo di tennis giocato sulla terra rossa. È stata la 2ª edizione dell'Estoril Open, che fa parte della categoria ATP World Series nell'ambito dell'ATP Tour 1990 e della categoria Tier V nell'ambito del WTA Tour 1990. Il torneo maschile si è giocato all'Estoril Court Central di Oeiras in Portogallo, dal 2 aprile al 9 aprile 1990, quello femminile dal 16 al 22 luglio 1990.

## Campioni

### Singolare maschile
Emilio Sánchez ha battuto in finale  Franco Davín con il punteggio di 6–3, 6–1.

### Singolare femminile
Federica Bonsignori ha battuto in finale  Laura Garrone con il punteggio di 2–6, 6–3, 6–3.

### Doppio maschile
Sergio Casal /  Emilio Sánchez hanno battuto in finale  Omar Camporese /  Paolo Canè con il punteggio di 7–5, 4–6, 7–5

### Doppio femminile
Sandra Cecchini /  Patricia Tarabini hanno battuto in finale  Carin Bakkum /  Nicole Jagerman con il punteggio di 1–6, 6–2, 6–3